# カンバ族

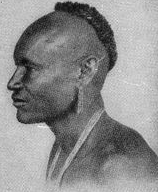

カンバ族 (Kamba) は、ケニアの首都ナイロビの東方サバンナ地帯に居住するバントゥー系諸族の1つで、約170万人が該当する。16世紀にタンザニア北東部から移住してきた民族で、キクユ族と文化的な類似性が認められる。

## 特徴
農耕と牧畜を主とした生活を営んでおり、シコクビエ、コーリャン、トウモロコシなどの栽培、ウシ、ヒツジ、ヤギの飼育を行う。近年の人口過密と土地の涸痩、ケニアの産業化により、ナイロビ周辺へ移住する者も現れている。
一夫多妻制の父系家族集団で、家、家畜、畑、牧草地という財産認識を共有し、社会基盤を築いている。中央集権的な社会制度はなく、クランによりさらに細分化された集団で生活している。また、親密な間柄ほど誹謗・中傷を繰り返す独特の忌避関係を持っており、友情の表現とされている。
ヌガイを主神とした祖先信仰を持ち、呪術信仰や妖術信仰も根強く、キクユ族のそれと酷似している。